# Миронова, Диана Ильдаровна
Диа́на Ильда́ровна Миро́нова (род. 9 мая 1996, Москва) — российская профессиональная бильярдистка, Заслуженный мастер спорта, единственная абсолютная чемпионка мира. Обладательница Кубка чемпионов среди мужчин 2023.   
Пятнадцатикратная чемпионка мира в личном зачете среди женщин. Трехкратная чемпионка мира в командном зачете среди женщин. Трехкратная чемпионка мира среди девушек до восемнадцати лет. Двукратная чемпионка Европы среди женщин. Тринадцатикратная чемпионка России среди женщин. Победительница нескольких международных турниров среди мужчин.  
Самая титулованная бильярдистка за всю историю русского бильярда как среди женщин, так и среди мужчин.

## Биография
Начала серьёзно заниматься бильярдом с восьми лет, узнала об этой игре ещё в шестилетнем возрасте, когда отец привёл её в бильярдный клуб. В ноябре 2008 года, когда ей было всего 12, Миронова достигла финала взрослого чемпионата мира по свободной пирамиде (американке), но в решающем матче уступила Наталье Трофименко. Отец Мироновой — татарин, мать — русская. Считает себя татаркой. 
В начале 2009 года Миронова стала чемпионкой России среди женщин, обыграв в финале Ольгу Милованову со счётом 4:0.

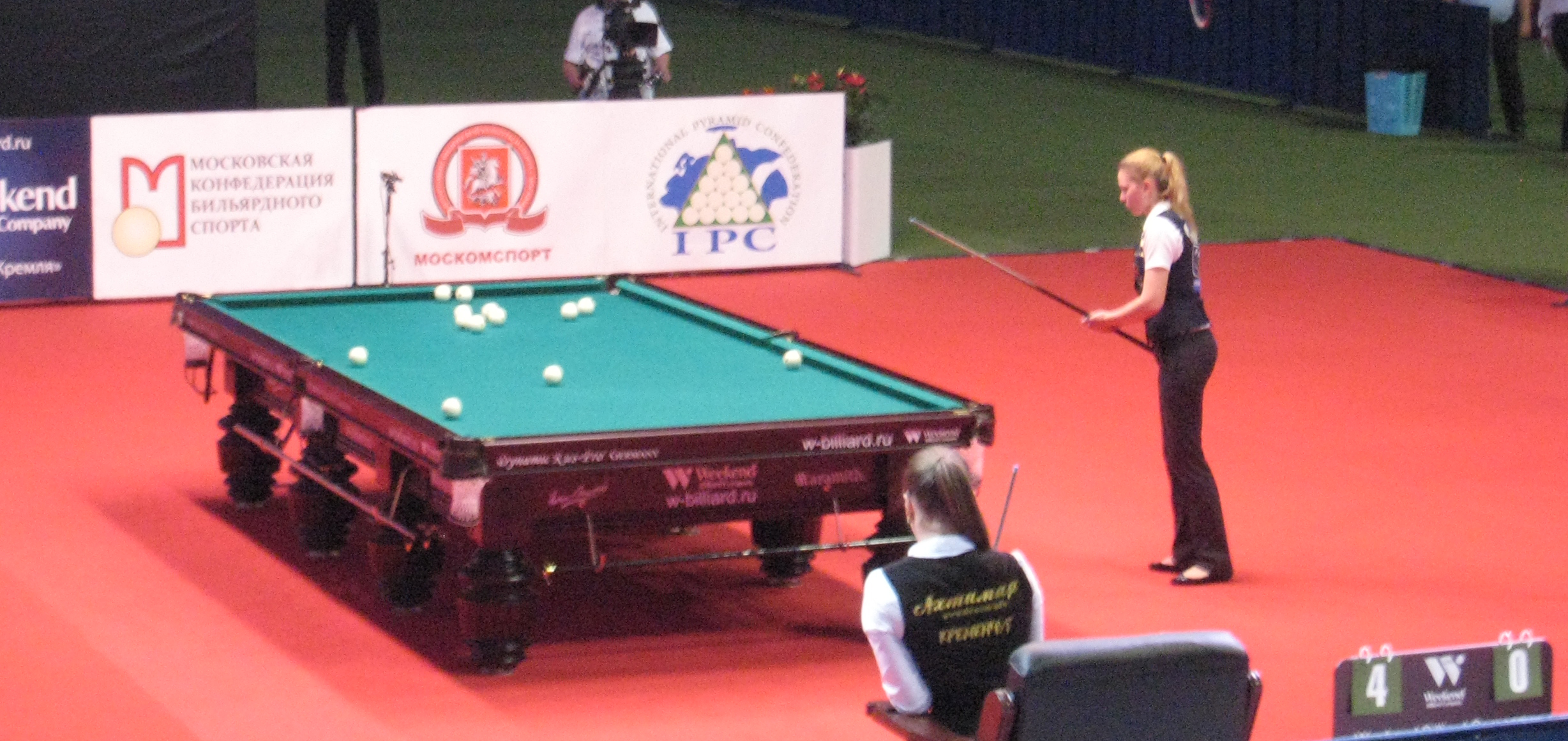
Финальный матч Кубка Мэра 2014 против Анастасии Ковальчук

Главное достижение в профессиональной карьере Мироновой (не считая юниорских соревнований) — победы на чемпионате мира по американке в 2010, 2011, 2012, 2014, 2015, 2016, 2017, 2018 и 2021 году. Кроме того, в 2010 она завоевала титул чемпионки России сразу в четырёх версиях — свободная и московская пирамиды, троеборье и командный зачёт, и выиграла престижный Кремлёвский бильярдный турнир. В 2011 году Миронова впервые в карьере выиграла чемпионат России по невской пирамиде, а также защитила свой титул победительницы национального первенства по американке.
С момента своих первых успехов на крупных турнирах Диана Миронова вошла в число лучших бильярдисток мира, а последние 11[уточнить] лет она считается единоличным лидером женского бильярда.
Диана Миронова является воспитанницей школы бильярда Сергея Баурова.
С 2018 года является воспитанницей школы бильярда Алёны Валерьевны Ивановой.

## Достижения в карьере
- Кубок чемпионов (свободная пирамида среди мужчин) — победительница (2023)[8]
- Чемпионат мира (свободная пирамида) — победительница (2010, 2011, 2012, 2014, 2016, 2018, 2021, 2022, 2023, 2024)
- Чемпионат мира (динамичная пирамида) — победительница (2015, 2022)
- Чемпионат мира (свободная пирамида с продолжением) — победительница (2022)
- Чемпионат мира (комбинированная пирамида) — победительница (2017, 2024)
- Чемпионат России (комбинированная пирамида) — победительница (2021)
- Кубок Кремля (свободная пирамида) — победительница (2021)
- Чемпионат России (комбинированная пирамида) — победительница (2018)
- Командный чемпионат мира (американка, в паре с Ольгой Миловановой) — победительница (2016)
- Кубок мэра Москвы (американка) — победительница (2015)
- Чемпионат России (невская пирамида) — победительница (2015)
- Чемпионат Европы — победительница (2014)
- Кубок Кремля (американка) — победительница (2013, 2017)
- Кубок мэра Москвы (американка) — победительница (2013)
- Кубок мэра Москвы (американка) — победительница (2012)
- Чемпионат России (невская пирамида и американка) — победительница (2011)
- Кубок Кремля (американка) — победительница (2010)
- Чемпионат России (московская пирамида, американка, троеборье и командный зачёт) — победительница (2010)
- Кубок Европы (американка) — финалистка (2010)
- Чемпионат мира (американка) — полуфинал (2009)
- Турнир чемпионов (невская пирамида, в паре с Юрием Пащинским) — победительница (2009)
- Чемпионат России (американка) — победительница (2009)
- Кубок Кремля (американка) — полуфинал (2009)
- Чемпионат мира (американка) — финалистка (2008)